# Heds församling
Heds församling var en församling i Västerås stift och i Skinnskattebergs kommun i Västmanlands län. Församlingen uppgick 2006 i Skinnskatteberg med Hed och Gunnilbo församling.

## Administrativ historik
Församlingen bildades 1593 genom en utbrytning ur Malma församling och ingick i dess pastorat till 1620 (på försök)/1648 för att därefter till 1962 utgöra ett eget pastorat. Från 1962 till 2006 moderförsamling i pastoratet Hed och Gunnilbo. Församlingen uppgick 2006 i Skinnskatteberg med Hed och Gunnilbo församling.

## Organister
Lista över organister i Heds församling.
| Ämbetstid | Namn                   | Levnadstid | Övrigt                 |
| --------- | ---------------------- | ---------- | ---------------------- |
| -1774     | Holm                   |            | Klockare.              |
| 1774-1789 | Strömgren              |            | Klockare.              |
| 1790-1831 | Olof Wård              |            | Klockare               |
| 1831-1891 | Johan Vård             |            | Klockare.              |
| 1849-1864 | Anders Gustaf Eriksson | 1822-1894  |                        |
| 1864-1894 | Anders Gustaf Dybeck   | 1832-1902  | Även klockare.         |
| 1894-1931 | Anders Gustaf Eriksson | 1865-1931  | Även klockare.         |
| 1931-1952 | Bror Oskar Nordin      | 1901-      |                        |
| 1952-     | Per Åke Emanuel Molin  | 1929-      | Vikarierande organist. |

## Kyrkor
- Heds kyrka